# ADO Den Haag in het seizoen 2007/08 (vrouwen)
Het seizoen 2007/2008 is het 1e jaar in het bestaan van de Haagse vrouwenvoetbalclub ADO Den Haag. De club kwam uit in de Eredivisie en heeft deelgenomen aan het toernooi om de KNVB beker. Het team zal als eerste professionele Nederlandse voetbalclub uitkomen in de Women's Cup.

## Wedstrijdstatistieken

### Eredivisie
|       | AZ    | Willem II | FC Utrecht | FC Twente | sc Heerenveen |
| ----- | ----- | --------- | ---------- | --------- | ------------- |
| Thuis | 0 – 1 | 1 – 0     | 3 – 0      | 1 – 1     | 1 – 1         |
| Uit   | 0 – 1 | 1 – 1     | 4 – 0      | 3 – 2     | 1 – 2         |
|       |       |           |            |           |               |
| Thuis | 0 – 0 | 1 – 4     | 2 – 2      | 2 – 0     | 0 – 0         |
| Uit   | 1 – 1 | 3 – 0     | 2 – 3      | 2 – 2     | 1 – 2         |

### KNVB beker
| 2e ronde                                    | VV 't Goy    | 0 – 9 (0 – ?)                   | ADO Den Haag |  |
| Plaats: 't Goy Sportpark De Eng             |              |                                 | Onbekend     |  |
| Achtste finale                              | ADO Den Haag | 0 – 0 (0 – 0, 0 – 0) 1 – 3 n.s. | SteDoCo      |  |
| Plaats: Sassenheim Sportpark De Roode Molen |              |                                 |              |  |

### Women's Cup
| Groepsfase                      | ADO Den Haag   | 1 – 1 (? – ?) | KÍ Klaksvík     |  |
| Plaats: Klaksvík Við Djúpumýrar | Onbekend       |               | Onbekend        |  |
| Groepsfase                      | FC Honka Espoo | 1 – 0 (? – 0) | ADO Den Haag    |  |
| Plaats: Klaksvík Við Djúpumýrar | Onbekend       |               |                 |  |
| Groepsfase                      | ADO Den Haag   | 1 – 5 (? – ?) | Valur Reykjavík |  |
| Plaats: Klaksvík Við Djúpumýrar | Onbekend       |               | Onbekend        |  |

## Statistieken ADO Den Haag 2007/2008

### Eindstand ADO Den Haag Vrouwen in de Eredivisie 2007 / 2008
| Stand | Gespeeld | Gewonnen | Gelijk | Verloren | Punten | Doelpunten voor | Doelpunten tegen | Gele kaarten | Rode kaarten |
| ----- | -------- | -------- | ------ | -------- | ------ | --------------- | ---------------- | ------------ | ------------ |
| 4e    | 20       | 7        | 8      | 5        | 29     | 25              | 27               | –            | –            |

### Topscorers
| #      | Naam                | Goal |
| ------ | ------------------- | ---- |
| 1.     | Nangila van Eyck    | 6    |
| 2.     | Sheila van den Bulk | 4    |
| 3.     | Jill Wilmot         | 2    |
| 4.     | Leonne Stentler     | 1    |
| –      | Onbekend            | 12   |
| Totaal | Totaal              | 25   |

| #      | Naam                       | Goal |
| ------ | -------------------------- | ---- |
| –      | Onbekend (Tegen VV 't Goy) | 9    |
| Totaal | Totaal                     | 9    |

| #      | Naam                             | Goal |
| ------ | -------------------------------- | ---- |
| –      | Onbekend (Tegen KÍ Klaksvík)     | 1    |
| –      | Onbekend (Tegen Valur Reykjavík) | 1    |
| Totaal | Totaal                           | 2    |